# Stenocercus cupreus
Stenocercus cupreus — вид ігуаноподібних ящірок родини Tropiduridae. Ендемік Перу.

## Поширення і екологія
Stenocercus cupreus мешкають в горах Східного хребта Перуанських Анд, у верхній частині річки Уайяґа в регіоні Уануко. Вони живуть на високогірних луках та у високогірних чагарникових заростях, серед каміння, трапляються на полях. Зустрічаються на висоті від 2100 до 3540 м над рівнем моря.